# Pothos chinensis
Pothos chinensis är en kallaväxtart som först beskrevs av Constantine Samuel Rafinesque, och fick sitt nu gällande namn av Elmer Drew Merrill. Pothos chinensis ingår i släktet Pothos och familjen kallaväxter. Inga underarter finns listade.